# Ilie Văduva
Ilie Văduva (wym. [iˈli.e ˈvəduva]; ur. 1934 w Bukareszcie, zm. 1998) – rumuński polityk komunistyczny, minister spraw zagranicznych w latach 1985-1986, minister handlu zagranicznego i międzynarodowej współpracy od 26 sierpnia 1986 do maja 1998 i prezydencki doradca od grudnia 1988 do 22 grudnia 1989; aresztowany po upadku dyktatorskiego prezydenta Nicolae Ceaușescu; członek Wielkiego Zgromadzenia Narodowego.
Od 1979 był zastępcą członka Komitetu Centralnego Rumuńskiej Partii Komunistycznej; członkiem został w 1984. Văduva, który doradzał w sprawach ekonomicznych i nie posiadał wiedzy o stosunkach międzynarodowych, został zausznikiem Eleny Ceaușescu, która doprowadziła na skutek rozgrywek personalnych do wyznaczenia go na stanowisko ministra spraw zagranicznych w miejsce Ștefana Andrei, mimo większego doświadczenia i sukcesów politycznych tego drugiego. Văduva sprawował ten urząd szefa dyplomacji od 11 listopada 1985 do 26 sierpnia 1986. Przeważnie promował wizerunek Eleny Ceaușescu za granicą. Spotykał się również z presją Stanów Zjednoczonych w związku z łamaniem praw człowieka przez dyktaturę Nicolae Ceaușescu. W związku ze swoją niską skutecznością na urzędzie ministerialnym Văduva został przeniesiony na funkcję szefa resortu handlu zagranicznego i współpracy międzynarodowej. 21 maja 1988 został zwolniony przez rumuńskiego przywódcę za udział w przechowywaniu toksycznych odpadów w czarnomorskim porcie Sulina budząc w swoim środowisku skandal i oburzenie. Mimo to kilka miesięcy później powrócił do otoczenia prezydenta jako doradca.